# Hexagrammos stelleri
Hexagrammos stelleri is een straalvinnige vissensoort uit de familie van groenlingen (Hexagrammidae). De wetenschappelijke naam van de soort is voor het eerst geldig gepubliceerd in 1810 door Tilesius.